# Micrurapteryx tortuosella
Micrurapteryx tortuosella är en fjärilsart som beskrevs av Kuznetzov och Tristan 1985. Micrurapteryx tortuosella ingår i släktet Micrurapteryx och familjen styltmalar. Inga underarter finns listade i Catalogue of Life.